# Novia Psicópata
Novia Psicópata (en inglés: Overly Attached Girlfriend u OAG, Novia super apegada) es un personaje ficticio y meme de Internet que hizo su primera aparición en un video publicado por la usuaria Laina el 6 de junio de 2012. El video fue un envío a un concurso de Justin Bieber en el que las fanáticas eran retadas a crear una contraparte femenina de su canción Boyfriend. El video, que parodiaba ciertos elementos de la canción, mostraba a la mujer mirando a la cámara con una sonrisa fija mientras cantaba sobre acechar y controlar a su novio.
Este video lanzó a Laina al estrellato de Internet. Para el 2 de diciembre de 2013, su canal de YouTube tenía más de 910.000 suscriptores y más de 104 millones de reproducciones. Su nombre de usuario aún es "wzr0713" oficialmente, pero el nombre que se muestra ahora es "Laina". El video fue descubierto por el sitio Reddit y rápidamente se volvió popular, con más de 170.000 reproducciones el primer día. Junto con el éxito del video, Novia Psicópata se volvió un meme de Internet consistente en una imagen macro que muestra una imagen fija de la mujer del video, sonriendo y mirando maniáticamente a la cámara de modo tal que se la muestre como acosadora, celosa o comprometida con su interés amoroso a un grado enfermizo. Dicha imagen ha sido remezclada varias veces.

## Identidad de la "Novia Psicópata"
La usuaria detrás del meme se llama Laina Morris (Nacida el 22 de junio de 1991 en Denton, Texas, Estados Unidos) y es catalogada por Mashable como una de las "15 personas hechas famosas por Internet en 2012". Después de este video, ella ha hecho varios videos más, usualmente con su sonrisa característica. Ella se identifica a sí misma en los videos como Laina con muchos artículos omitiendo su apellido por pedido de ella.